# Statek w drodze
Statek w drodze – statek, który nie jest połączony z lądem stałym ani dnem, tzn. nie jest zacumowany, nie stoi na kotwicy ani na mieliźnie.
Definicja ta została opisana w części A konwencji w sprawie międzynarodowych przepisów o zapobieganiu zderzeniom na morzu sporządzonej w Londynie dnia 20 października 1972 r.
Pojęcie "statek w drodze" obejmuje też:
- statek ciągnący kotwicę po dnie w celu wykonania manewru
- statek obracający się na rzece, który używa w tym celu kotwicy